# 中華民國陸軍步兵第一三七旅
陸軍步兵第一三七旅，為中華民國國軍駐守於台南市的陸軍部隊，配屬陸軍第八軍團指揮部。隊名「南威部隊」。該旅平時負責國防部後備指揮部常備兵役軍事訓練、補充兵接訓、教育（勤務）召集訓練及戰備整備等任務，戰時負責地區守備任務。

## 歷史
- 陸軍步兵第137旅，前身為1931年於山西太原成立之「陸軍第32軍」。
- 1946年，陸軍第32軍改編為「陸軍整編第32師」。
- 1948年，陸軍整編第32師復編為「陸軍第32軍」，駐地山東青島。
- 1950年，陸軍第32軍由海南島轉進來臺，改編為「獨立第32師」；同年，再更銜為「陸軍第32師」。
- 1951年，陸軍第32師復銜為「獨立第32師」。
- 1954年，獨立第32師更銜為「陸軍步兵第32師」。
- 1969年，陸軍步兵第32師整編為「陸軍預備第3師」。
- 1976年，陸軍預備第3師更銜為「陸軍步兵第29師」；同年，再更銜為「陸軍步兵第203師」。
- 1986年，因任務調整與陸軍步兵第146師互換番號「揚威部隊」。146師下轄436、437、438旅，駐地屏東龍泉營區、新開營區、高雄衛武營營區、壽山營區(金門前送營)。
- 2000年，陸軍步兵第146師第437、438旅、146師砲兵營、支援營整編為「陸軍步兵第137旅」，駐地高雄衛武營營區、屏東新開營區。146師更銜為46師，駐地屏東龍泉營區。
- 2005年，陸軍步兵第137旅裁撤。戰術位置(防區)移編後備司令部後備914旅，駐地屏東新開營區。
- 2022年，因應「提升後備戰力專案」，正式復編為「陸軍步兵第137旅」，隊名「南威部隊」，駐地臺南大內（新中新兵訓練中心）[3]。

## 編制

### 指揮管轄
- 旅長 一位 上校
- 副旅長 一位 上校
- 參謀主任 一位 上校
- 政戰主任 一位 上校
- 監察官 一位 少校
- 保防官 一位 少校
- 心輔官 一位 上尉
- 士官督導長 一位 士官長

#### 直屬單位
- 旅部連
- 通信連
- 工兵連

#### 下轄單位
- 步兵第一營（戰支連+步兵連×3+火力連）
- 步兵第二營（戰支連+步兵連×3+火力連）
- 步兵第三營（戰支連+步兵連×3+火力連）
- 步兵第四營（戰支連+步兵連×3+火力連）
- 步兵第五營（戰支連+步兵連×3+火力連）
- 砲兵營

## 隊徽含義
盾牌外型代表團結鞏固、精實戰力之意；禾苗以培育新進為主要任務，也代表新訓工作如灌溉禾苗般，需具備細心、耐心與恆心；藍、白、紅3色象徵青天、白日、滿地紅，代表陸軍矢志效忠國家，並意寓具有犧牲、團結與負責之精神；步槍、指揮刀象徵陸軍執干戈以衛社稷。